# 美少女戦士セーラームーン キャラクターソング (実写版シングル)
『美少女戦士セーラームーン キャラクターソング』（びしょうじょせんしセーラームーン キャラクターソング）は、2003年から2004年まで放送されたテレビドラマ『美少女戦士セーラームーン』より登場の5人セーラー戦士のキャラクターソングシングル。
2004年3月31日〜4月21日にコロムビアミュージックエンタテインメントから発売された。2005年4月20日に再発売。

## リリース一覧

### セーラームーン 月野うさぎ
1. Here we go！－信じるチカラ－ [4:26]
  - 作詞：田形美喜子／作曲：髙見優／編曲：高見優
  - オリジナルビデオ作品「美少女戦士セーラームーン Special Act.」オープニング曲
2. オーバーレインボー♥ツアー [3:43]
  - 作詞：武内直子／作曲：高見優／編曲：Gary Newby
  - テレビシリーズ第13話から随時挿入歌として使用
3. Here we go！－信じるチカラ－（オリジナル・カラオケ）
4. オーバーレインボー♥ツアー（オリジナル・カラオケ）

### セーラーマーキュリー 水野亜美
1. Mi Amor [4:54]
  - 作詞：田形美喜子／作曲：吉川慶／編曲：吉川慶
2. 約束 [4:26]
  - 作詞：美羅来留ミナ／作曲：Gary Newby／編曲：Gary Newby
  - テレビシリーズ第34話で挿入歌として使用
3. Mi Amor（オリジナル・カラオケ）
4. 約束（オリジナル・カラオケ）

### セーラーマーズ 火野レイ
1. 星降る夜明け [5:00]
  - 作詞：田形美喜子／作曲：小幡英之／編曲：Gary Newby
2. 桜・吹雪 [4:27]
  - 作詞：美羅来留ミナ／作曲：髙見優／編曲：高見優
  - テレビシリーズ第23話で劇中歌として使用
3. 星降る夜明け（オリジナル・カラオケ）
4. 桜・吹雪（オリジナル・カラオケ）

### セーラージュピター 木野まこと
1. Miracle Dance Night [4:16]
  - 作詞：杉浦篤／作曲：杉浦篤／編曲：祐天寺浩美
2. ラブリー・エール [4:17]
  - 作詞：美羅来留ミナ／作曲：Audio Highs／編曲：Audio Highs
  - オリジナルビデオ作品「美少女戦士セーラームーン Act.０」挿入歌
3. Miracle Dance Night（オリジナル・カラオケ）
4. ラブリー・エール（オリジナル・カラオケ）

### セーラーヴィーナス 愛野美奈子
1. Romance [3:45]
  - 作詞：杉浦篤／作曲：杉浦篤／編曲：秋葉原健介
  - テレビシリーズ第30・35話で劇中歌として使用。それ以外にも挿入歌として使用。
2. 肩越しに金星 [4:35]
  - 作詞：武内直子／作曲：小幡英之／編曲：秋葉原健介
  - テレビシリーズ第12・14・15話で劇中歌として使用
3. Romance（オリジナル・カラオケ）
4. 肩越しに金星（オリジナル・カラオケ）